# Xenocretosuchus
Xenocretosuchus  (лат.) — род терапсид из подотряда цинодонтов, обитавших во времена нижнемеловой эпохи (145,5—112,6 млн лет назад) на территории современной России.

## Классификация
По данным сайта Paleobiology Database, на ноябрь 2017 года в род включают два вымерших вида:
- Xenocretosuchus koloscovi Lopatin & Agadjanian, 2008
- Xenocretosuchus sibiricus Tatarinov &  Matschenko, 1999typus

Ископаемые остатки Xenocretosuchus koloscovi найдены в районе ручья Тээтэ (бассейн Вилюя) в Сунтарском улусе Якутии. Вид назван в честь советского и российского учёного, геолога Петра Николаевича Колосова.